# Mathias Preussner
Mathias Preussner (* 3. September 1949) ist ein deutscher Jurist und Baurechtswissenschaftler.

## Leben
Mathias Preussner studierte Rechts- und Staatswissenschaften an der Albert-Ludwigs-Universität Freiburg. Nach seiner Referendarzeit in Konstanz und erstem juristischen Staatsexamen sowie zweitem juristischer Staatsprüfung war er wissenschaftlicher Mitarbeiter an der Universität Konstanz.
1980 trat er in die Konstanzer Kanzlei Kues & Partner ein und ist dort als Rechtsanwalt, Fachanwalt für Verwaltungsrecht und Fachanwalt für Bau- und Architektenrecht sowie Mediator tätig. Preussner ist Honorarprofessor an der Hochschule Konstanz Technik, Wirtschaft und Gestaltung und lehrte die Fächer „Baurecht“ und „Architektenrecht“, später Privates Baurecht. Seit Januar 2018 lehrt er zudem Masterstudiengang „Baurecht und Baubegleitung“ an der Philipps-Universität Marburg die Themen Architekten- und Ingenieurrecht: Pflichten und Haftung des Architekten/Ingenieurs. Preussner engagiert sich darüber hinaus in zahlreichen Seminaren und mit Vorträgen für das Bau- und Architektenrecht.
Er ist Mitglied in der Arbeitsgemeinschaft Verwaltungsrecht und der Arbeitsgemeinschaft Baurecht im Deutschen Anwaltverein. Er ist Mitglied im IfBF – Institut für Baurecht Freiburg im Breisgau, dem Veranstalter der Freiburger Baurechtstage. Er ist Mitglied in der Deutschen Gesellschaft für Baurecht in Frankfurt am Main, dem Veranstalter der Deutschen Baugerichtstage.
Lehr- und Forschungsschwerpunkt von Preussner ist das Architekten- und Baurecht sowie privates und öffentliches Baurecht. Er hat zahlreiche Bücher und Veröffentlichungen publiziert. Er ist ständiger Mitarbeiter der Zeitschriften baurecht und IBR, Bauberater und BGH-Report und war Mitarbeiter des Beck’schen Online-Kommentars (BeckOK).

## Schriften
- Der fachkundige Bauherr. Werner, Düsseldorf 1998, ISBN 3-8041-2980-3.
- Privates Baurecht. BWV Berliner Wiss.-Verlag, 2005, ISBN 3-8305-0967-7.
- HOAI 2009 : Leitfaden. C. H. Beck Baurecht, 2009, ISBN 978-3-406-59083-2.
- mit Roland Kandel: Beck'scher Online-Kommentar VOB/B, Jansen-Preussner. Teil 2, Beck, 2011.
- mit Werner Seifert: Praxis des Baukostenmanagements : mit Erläuterungen zu beiden Fassungen der DIN 276 ; Kostenplanung, Kostenverfolgung, Kostenfortschreibung. 4. Auflage. Werner, Düsseldorf 2012, ISBN 978-3-8041-3190-3.
- Praxiswissen Architektenrecht. C.H. Beck Verlag, 2013, ISBN 978-3-406-63916-6.
- Architektenrecht, C.H. Beck (2. Auflage), 2017, ISBN 978-3-406-70355-3.
- mit Stefan Leupertz et al.: Bauvertragsrecht: Neuregelungen des Gesetzes zur Reform des Bauvertragsrechts und zur Änderung der kaufvertraglichen Mängelhaftung, C.H. Beck, 2018, ISBN 978-3-406-71072-8.
- mit Gerd Motzke, Jan Kehrberg, Roland Kesselring (Hrsg.): Die Haftung des Architekten. Werner, Neuwied 2019 (11. Auflage), ISBN 978-3-8041-5293-9.
- mit Heiko Fuchs, Andreas Berger, Werner Seifert (Hrsg.) et al.: Beck'scher HOAI- und Architektenrechts-Kommentar, C.H. Beck, 2022 (3. Auflage), ISBN 978-3-406-74981-0.
- mit Burkhard Messerschmidt, Christian Niemöller et al.: HOAI: Honorarordnung für Architekten und Ingenieure., C.H. Beck, 2022 (2. Auflage), ISBN 978-3-406-76991-7.